# Ticonderoga osztály
A Ticonderoga osztály az Amerikai Haditengerészet legkorszerűbb cirkálóosztálya, melyet az 1978-as költségvetési évben rendeltek meg és kezdték el tervezni. Eredetileg rombolóosztálynak készült, a Spruance osztály hajótestét vették alapul, azonban a terveket módosították, felszerelték fázisvezérelt antennarácsú rádiólokátorral, valamint az áttervezés alatt képessé tették az Aegis harcászati fegyverrendszer és az AN/SPY–1 felderítő és tűzvezető rádiólokátor hordozására, mellyel típusbesorolását DDG-ről CG-re változtatták, röviddel a Ticonderoga és a Yorktown sólyára tétele előtt.
Az osztály egységei többcélú hadihajók, fő támadóeszközeik a manőverező robotrepülőgépek, hajóromboló és légvédelmi rakéták, melyeket a hajótestbe épített függőleges indítótubusokban (Mk.41 VLS) tárolnak és onnan vetnek be. A VLS-ekből indítható a Tomahawk robotrepülőgép, mellyel hadműveleti és harcászati célok támadhatóak, vagy a légi célok ellen bevethető Standard rakétacsalád valamelyike, illetve az RGM–84 Harpoon felszíni célok elleni robotrepülőgép. A hajó hátsó szekciójában helikopter-leszálló platform lett kiépítve (LAMPS III), valamint szonárrendszerekkel képesek a felszín alatti célok felderítésére és leküzdésére. A Ticonderoga osztály egységei a repülőgép-hordozóval felszerelt csapásmérő kötelék (carrier battle groups) alapvető részét képezik, kétjáratú támadócsoportok védelmét szintúgy képesek ellátni, ahogyan tengerzárakat létrehozni és hajókíséretet is.
Összesen 27 hajóegységet adtak át az amerikai haditengerészetnek, melyből 19-et az Ingalls Shipbuilding és 8-at a Bath Iron Works (BIW) épített meg. Egy kivételével (USS Thomas S. Gates (CG–51)) mindegyik hajóegység névadója az amerikai hadtörténelem valamely neves eseménye lett, illetve az utolsó tizenkettő a második világháborúban aktív szolgálatot teljesítő repülőgép-hordozók névadóinak. Építésük 1980-tól 1994-ig folyamatos volt, váltótípusa egyelőre nem ismert, a program a CG(X) fedőnév alatt fut. Hadrendbe állásukkal a négy megépített Virginia osztályú cirkálót kivonták a szolgálatból.
Egy hírhedtté vált eset is az osztály harmadik egységéhez kapcsolódik. A USS Vincennes (CG–49) 1988. július 3-án a Hormuzi-szorosban hibás célazonosítást követően, miután iráni F–14-nek azonosították, SM–2MR légvédelmi Standard rakétájával lelőtte az Iran Air 655-ös járatát. A balesetben a repülőgépen utazó mind a 290 ember életét vesztette.
Az első öt hajót a 2000-es évek elején kivonták a hadrendből, felújításuk, átépítésük költségvonzatai miatt. Az osztály névadóját múzeumhajóvá építik, a Valley Forge-ot Hawaii mellett elsüllyesztették, a megmaradt hármat pedig szétvágják. A legyártott mennyiségből jelenleg 22 áll szolgálatban, mindegyik a 2×61 tubusos Mk.41 VLS-szel van felszerelve. A Virginia osztály kivonásával egyedüli cirkálóosztálya lett a US Navy-nek. A Ticonderogák váltótípusa tervezési szakaszban van, a program CG(X) fejlesztési néven ismert.

## Fordítás
- Ez a szócikk részben vagy egészben  a   Ticonderoga-class cruiser című angol Wikipédia-szócikk ezen változatának fordításán alapul.  Az eredeti cikk szerkesztőit annak laptörténete sorolja fel. Ez a jelzés csupán a megfogalmazás eredetét és a szerzői jogokat jelzi, nem szolgál a cikkben szereplő információk forrásmegjelöléseként.